# 1984 chez Disney
L'année 1984 au sein de la société Walt Disney Productions est marquée par le changement de direction de Disney à la suite d'une bataille financière. Elle se conclut avec l'arrivée de Michael Eisner. Le studio participe aux Jeux olympiques d'été de 1984 avec une mascotte Sam.
Du côté des bandes dessinées, Western Publishing cesse la publication des comics aux États-Unis dont ceux de Disney. ABC devient l'actionnaire majoritaire d'ESPN avec 80 %.

## Résumé
Le début d'année est mouvementé pour la direction. Une véritable guerre prend part pour le contrôle de l'entreprise. James B. Stewart, intitule son ouvrage consacré à la période Disney War (2005), et la troisième édition est titrée Disneywar: : The Battle for the Magic Kingdom (« La guerre Disney : Bataille pour le royaume enchanté »), traduit en français par Le Royaume enchanté (2011). Les intervenants sont nombreux est inclus des entreprises comme Gibson Greetings. En juin 1984, la famille Disney représentée par Ron Miller, gendre de Walt Disney, abandonne la gestion de l'entreprise.

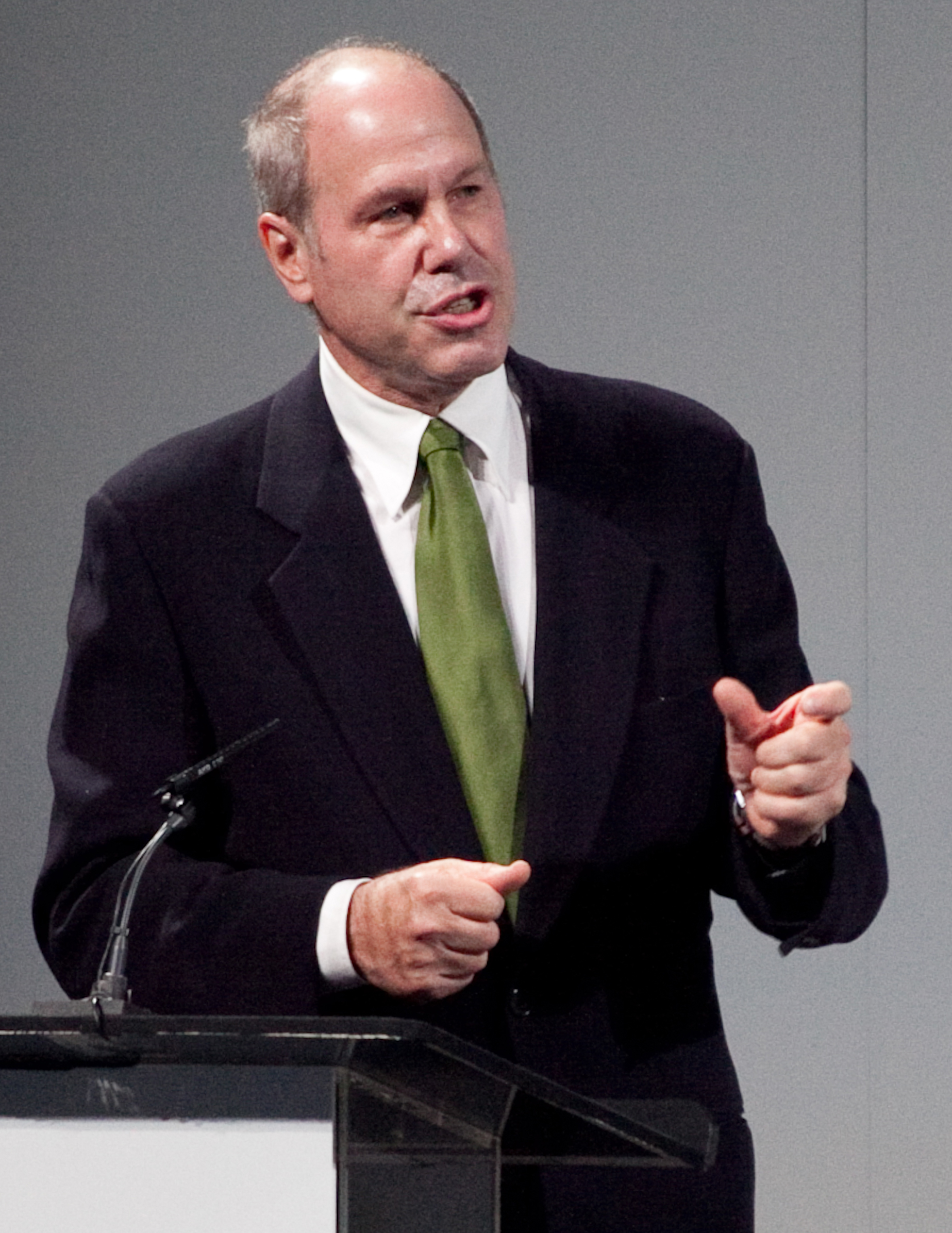
Michael Eisner en 2010.

La guerre s'achève le 22 septembre 1984 avec l'arrivée de Michael Eisner,. Il remplace à la fois Ron Miller au poste de directeur général et Raymond Watson au poste de président du directoire. Frank Wells reprend la fonction de président de Miller. Eisner et Welles s'attèlent alors à un vaste chantier de reconstruction. Eisner possède une riche expérience à la fois au sein d'ABC comme responsable des programmes avec par exemple le lancement de la série Happy Days ou le développement des programmes pour la jeunesse avec Les Jackson Five mais aussi comme président de la Paramount Pictures de 1976 à 1984. Durant son mandat, le studio produisit des films à succès tels que La Fièvre du samedi soir (Saturday Night Fever), Grease, la série des premiers Star Trek, celle du Flic de Beverly Hills. L'une des dernières production est Star Trek 3 : À la recherche de Spock (1984).
À la suite des célébrations des 50 ans de Mickey Mouse en 1978, l'entreprise fête les 50 ans de Donald Duck avec pour date d'anniversaire le 9 juin.

### Productions cinématographiques
Tim Burton réalise un second court métrage, Frankenweenie. Ce film sera transformé en long métrage en 2012, Frankenweenie. Le studio poursuit ses ressorties en salles avec Peter et Elliott le dragon (1977), Pinocchio (1940) et Le Livre de la jungle (1967). La production de Taram et le Chaudron magique approche de la fin et les travaux préliminaires de Basil, détective privé débutent.
L'animation de Basil, détective privé débute à l'automne 1984 dans les nouveaux locaux de Glendale à Flower Street. Burny Mattinson est nommé producteur de Basil, détective privé à la suite du départ de Ron Miller.
Les films Meurtres à Malte (1983) et Johnny Tremain (1957) sont édités en vidéo.

### Productions télévisuelles
La division Walt Disney Television produit plusieurs émissions spéciales comme l'année précédente avec des compilations à thème. Mark Arnold mentionne des émissions pour la Saint-Valentin, la fête des mères, Noël, les Jeux olympiques d'été de 1984 ou les 50 ans de Donald Duck.
Pour les téléfilms de Disney Channel, le studio produit Gone Are the Dayes, Circus, et Love Leads the Way : A true Story. Le studio tente de produire une dernière série avant l'arrivée de Michael Eisner, Wildside (en). Comme les précédentes séries elle est arrêtée rapidement, au bout de six épisodes.
La chaîne allonge son temps d'antenne de 16 à 19 heures afin de diffuser les nouvelles productions.

### Parcs à thèmes et loisirs
Pacific Southwest Airlines devient le sponsor des attractions utilisant la technologie Circle-Vision 360° et un nouveau film est produit, American Journeys diffusé dans les deux parcs Disneyland et Magic Kingdom. L'attraction Country Bear Jamboree reçoit une thématisation saisonnière pour Noël,. L'attraction Great Moments with Mr. Lincoln est mise à jour pour avoir un meilleur rendu des mouvements de l'audio-animatronic.
À EPCOT Center, un pavillon initialement conçu pour l'Afrique équatoriale ouvre avec pour thème le Maroc, le Maroc.
À l'occasion des Jeux olympiques d'été de 1984, la société est sollicitée et conçoit la mascotte Sam ayant des similitudes avec le personnage de Sam dans l'attraction America Sings. Sam a été dessiné par C. Robert Moore, directeur artistique chez Disney et illustrateur notamment de Donald Duck.

### Autres médias
Le label Disneyland Records poursuit ses publications d'albums non Disney avec Paint a Rainbow in Your Heart basé sur la série Blondine au pays de l'arc-en-ciel. Une version livre-disque de Indiana Jones et le Temple maudit est aussi publiée.
En 1984, la société Western Publishing stoppe la publication des comics aux États-Unis publiés sous le label Whitman Comics durant l'été. La plupart des publications ne reprendront qu'en 1986 avec l'éditeur Gladstone Publishing hormis quelques one-shots en 1985. Des comics sont publiés d'après Alice au pays des merveilles (1951), Peter Pan (1953), Bambi (1942) et Blanche-Neige (1937).
Publications Whitman Comics
- Donald Duck
- Mickey Mouse
- Uncle Scrooge
- Walt Disney's Comics and Stories
- Huey, Duey, Louie Junior Woodchunks
- Super Goof
- Chip'n Dale
- Daisy and Donald
- Winnie the Pooh

Un magazine un peu méconnu mais ancien cesse d'être édité, le Disneyland Vacationland. C'était une publication lancée en 1956 dans le cadre de l'hôtel Disneyland au format agence de voyages, avec trois numéros par an, contenant des articles sur Disneyland et ses alentours dont le parc concurrent Knott's Berry Farm. Il a été publié en tandem avec le magazine Disney News lancé en 1965 pour le Magic Kingdom Club. Une publication similaire reprendra avec le lancement de D23 en 2009.

### Futures filiales
Le 4 janvier 1984, le New York Times annonce qu'ABC, au travers de sa filiale ABC Video Enterprises, exerce son option d'achat des parts de Getty Oil dans ESPN à hauteur de 15 %, soit entre 25 et 30 millions d'USD, ce qui lui permet d'augmenter sa part plus tard. En juin 1984, le comité directoire d'ABC accepte le rachat d'ESPN et ABC s'arrange avec Getty Oil pour obtenir 80 % d'ABC, les 20 % restants étant vendus à Nabisco. En 1984, la chaîne ARTS fusionne avec le projet Entertainment Channel de RCA tandis que Hearst ajoute sa participation, en contrepartie des arrangements pour ESPN, dans la nouvelle chaîne Arts & Entertainment Television.
En 1984, ABC se désengage définitivement des parcs à thème en revendant le parc Silver Springs Nature Theme Park, à Florida Leisure Attractions.
En 1984, George Lucas se désengage de la présidence de Lucasfilm.
En 1984, Marc Rich copropriétaire de 20th Century-Fox avec Marvin H. Davis, fuit les États-Unis après avoir dérobé 100 millions de dollars en impôts au gouvernement américain.

## Évènements

### Janvier
- 3 janvier 1984, Fermeture de l'attraction America the Beautiful à Disneyland[19]
- 4 janvier 1984, ABC Video Enterprises filiale d'ABC exerce son option d'achat des parts de Getty Oil dans ESPN à hauteur de 15 %, soit entre 25 et 30 millions d'USD[13]
- 9 janvier 1984, Fermeture de l'attraction American Journeys au Magic Kingdom[20]

### Février
- 1er février 1984, lancement de la chaîne Arts & Entertainment Television (A&E) codétenue par ABC, NBC et Hearst Corporation[21],[22]
- 15 février 1984, Création du label cinématographique Touchstone Pictures[23],[24],[25],[26]
- 28 février 1984, l'assemblée générale de Disney avec les actionnaires à Walt Disney World Resort et ces derniers sont invités à séjourner dans le complexe de loisirs le weekend précédent[27]

### Mars
- 8 mars 1984, Roy E. Disney envoie un mémo privé à Raymond Watson l'informant de sa démission effective le jour même[28]
- 9 mars 1984, Sortie du film Splash première production de Touchstone Pictures aux États-Unis[29],[25]
- 22 mars 1984, Phillip Wiggins du New York Times mentionne les rumeurs à propos d'un acheteur mystère de Disney dans sa colonne et Rupert Murdoch est le premier suspect[30].
- 29 mars 1984, Reliance Group au travers d'une filiale soumet le formulaire Schedule 13D indiquant qu'elle a acquis depuis le 9 mars 6,3 % de Disney dans un but d'investissement[31].

### Avril
- 16 avril 1984, Capital Cities Communications officialise l'achat de la station WFTS-TV (en) à Tampa, Floride pour 28 millions d'USD[32].
- 25 avril 1984, Reliance émet une version amendée du formulaire Schedule 13D indiquant son intention d'atteindre les 25 % de Disney[33].
- 30 avril 1984, le comité de direction réuni pour un comité des rémunérations décide de nouveau salaire, 500 000 USD pour Miller et 425 000 USD pour Watson, dont les contrats sont prolongés de deux ans[34]

### Mai

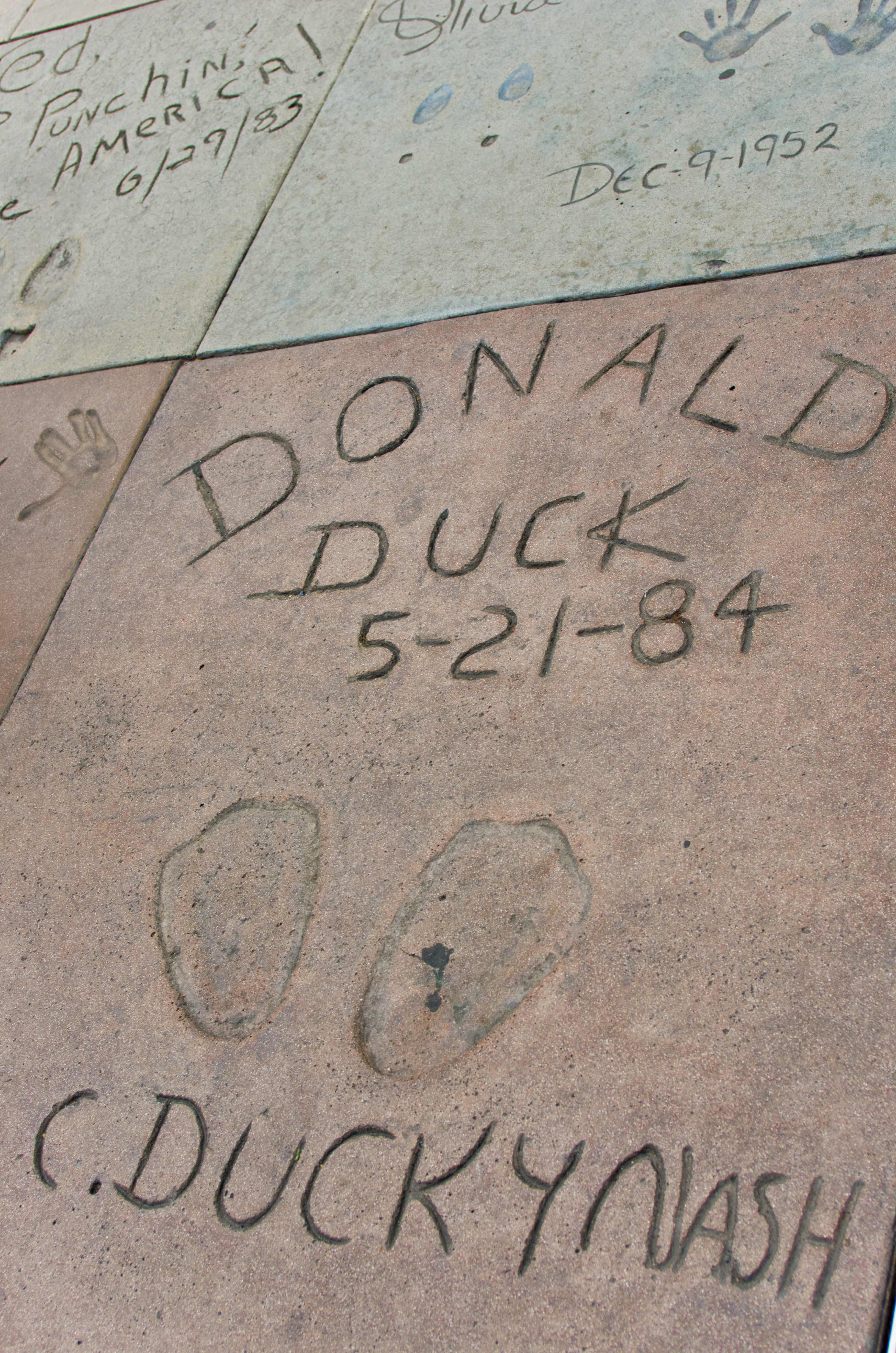
Empreintes de Donald Duck

- 1er mai 1984, Watson et Miller retournent à New York chez Morgan Stanley et lancent un projet nommé Fantasy pour faire le tour des candidats à une possible fusion-acquisition[35]. Parmi les cibles potentielles, John Taylor liste American Broadcasting Company, Binney & Smith Company qui produit les crayons Crayola et la Wrather Company[35],[NB 1].
- 9 mai 1984, Richard Rainwater appelle Charles "Chuck" Cobb le directeur général d'Arvida pour lui proposer de fusionner avec Disney[35].
- 17 mai 1984, l'achat d'Arvida par Disney est validé en assemblée générale extraordinaire[36]
- 21 mai 1984, Donald Duck laisse ses empreintes de pas dans le ciment du Grauman's Chinese Theatre, aux côtés du nom de Clarence Nash[37]

### Juin
- juin 1984, le comité directoire d'ABC accepte le rachat d'ESPN acquérant 80 % de l'entreprise à la suite d'un accord avec Getty Oil, les 20 % restants étant vendus à Nabisco[14]
- 6 juin 1984, Walt Disney Productions rachète Arvida Corporation pour 200 millions de $[38],[26]
- 8 juin 1984, Walt Disney Productions subit une tentative d'OPA de la part de MM Acquisition Corporation menée par Saul Steinberg[26]
- 7 juin 1984, le New York Times rapporte l'annonce officielle de l'accord d'achat de Gibson Greetings par Disney pour 337,5 millions d'USD[39].
- 8 juin 1984, la société MM Acquisition Corporation (MM pour Mickey Mouse) détenue par le Reliance Group de Saul Steinberg lance une offre d'achat à 67,50 USD par actions[26],[40].
- 9 juin 1984, 
  - l'entreprise fête les 50 ans de Donald Duck[8].
  - la direction de Disney fait une revue des différentes possibilités de contrer l'offre et accepte le chantage financier de Reliance [41].
- 11 juin 1984, à la suite de l'OPA du 8 juin, Disney rachète 11,1 % de son capital à Reliance pour 328 millions de dollars[26],[42]

### Juillet
- 4 juillet 1984, Ouverture de l'attraction American Journeys à Disneyland[20]
- 18 juillet 1984, la société Jefferies & Company achète 1,2 million d'actions de Disney soit 3,5 % de l'entreprise pour des investisseurs non identifiés mais qui s'avère être Irwin Jacobs[43]
- 27 juillet 1984, Jacobs envoie un ultimatum aux directeurs de Disney donnant jusqu'au lundi 30 juillet pour annuler l'achat de Gibson[44].

### Août
- 17 août 1984, sous la menace d'une bataille par procurations d'Irwin L. Jacobs, la direction de Disney, annule l'achat de Gibson, cinq jours avant sa clôture[45],[46].

### Septembre
- 6 septembre 1984, Les membres externes du comité de direction, Phil Hawley, Bob Baldwin et Caroline Ahmanson, se réunissent pour étudier les candidats à la direction de Disney[47]
- 7 septembre 1984, Ouverture du pavillon marocain à Epcot[48]
- 9 septembre 1984, Fermeture de l'attraction America the Beautiful au Magic Kingdom[19]
- 15 septembre 1984, Ouverture de l'attraction American Journeys au Magic Kingdom[20]
- 16 septembre 1984, Fermeture de l'attraction Eternal Sea à Tokyo Disneyland[11]
- 22 septembre 1984, Michael Eisner est nommé PDG de Walt Disney Productions[2] et Frank Wells, chef financier[3],[26],[49]

### Novembre
- novembre 1984, début de la version saisonnière de Noël de l'attraction Country Bear Jamboree à Disneyland et au Magic Kingdom[11],[8]

### Décembre
- 18 décembre 1984, décès d'Edna Francis Disney, femme de Roy Oliver Disney et mère de Roy Edward Disney[50],[8].